# Lloma de Betxí
 (janvier 2016).
Lloma de Betxí est un site préhistorique de l'Âge du bronze situé à Paterna, dans la province de Valence, en Espagne, dans le quartier Vallesa de Mandor à La Cañada.

## Situation
Lloma de Betxí est un ancien village implanté sur une colline de basse altitude, environ 89 mètres au-dessus du niveau de la mer, et 50 mètres au-dessus du talweg de la rive gauche de la rivière Turia, à proximité du barrage appelé Presa de Manises, situé sur la rive opposée.
Cette colline est composée principalement d’argile limoneuse, sur un lit naturel formé par du gravier et des petites pierres attachées au manteau rocheux, visible dans certaines parties du site où l’érosion a été plus intense. Sa direction générale est Nord-Ouest / Sud-Est.

## Historique
Le site a été découvert en 1928, mais ce n'est qu'à partir de 1984 que le gouvernement provincial (Service d'archéologie préhistorique de Valence (es)) a mené des fouilles archéologiques, dirigées par María Jesús de Pedro.

## Datation
Le site est daté de 1800 à 1300 av. J.-C. et appartient à l'Âge du bronze valencien.

## Description
Les restes d’une structure de pierre et de pisé, avec trois chambres, une nef latérale, des terrasses sur les pentes de la colline et deux citernes pour stocker l’eau de pluie sont conservés.

## Vestiges archéologiques
Au cours des différentes campagnes de fouilles ont été collectés de nombreux vestiges archéologiques : céramique, restes d’outils de pierre et d'os, métal, ornements, restes fauniques et malacofaune, bois et matériaux de construction carbonisés (plâtre, fragments de toits et murs avec des empreintes de différents éléments utilisés dans la construction), céréales et fruits également carbonisés, restes de sparte et autres fibres végétales, ainsi que des restes humains.